# Kornblumen-Röhrling
Der Kornblumen-Röhrling (Gyroporus cyanescens) ist ein sehr seltener, essbarer Röhrenpilz aus der Gattung der Blasssporröhrlinge. An den berührten Stellen läuft er in kurzer Zeit stark kornblumenblau an, was seinen deutschen Namen erklärt.

## Merkmale

### Makroskopische Merkmale

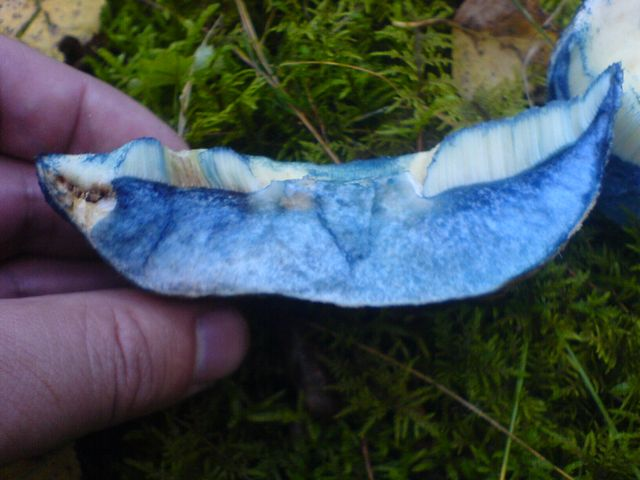
Das im Fleisch des Kornblumen-Röhrlings enthaltene Gyrocyanin verursacht die kornblumenblaue Verfärbung bei Luftkontakt.

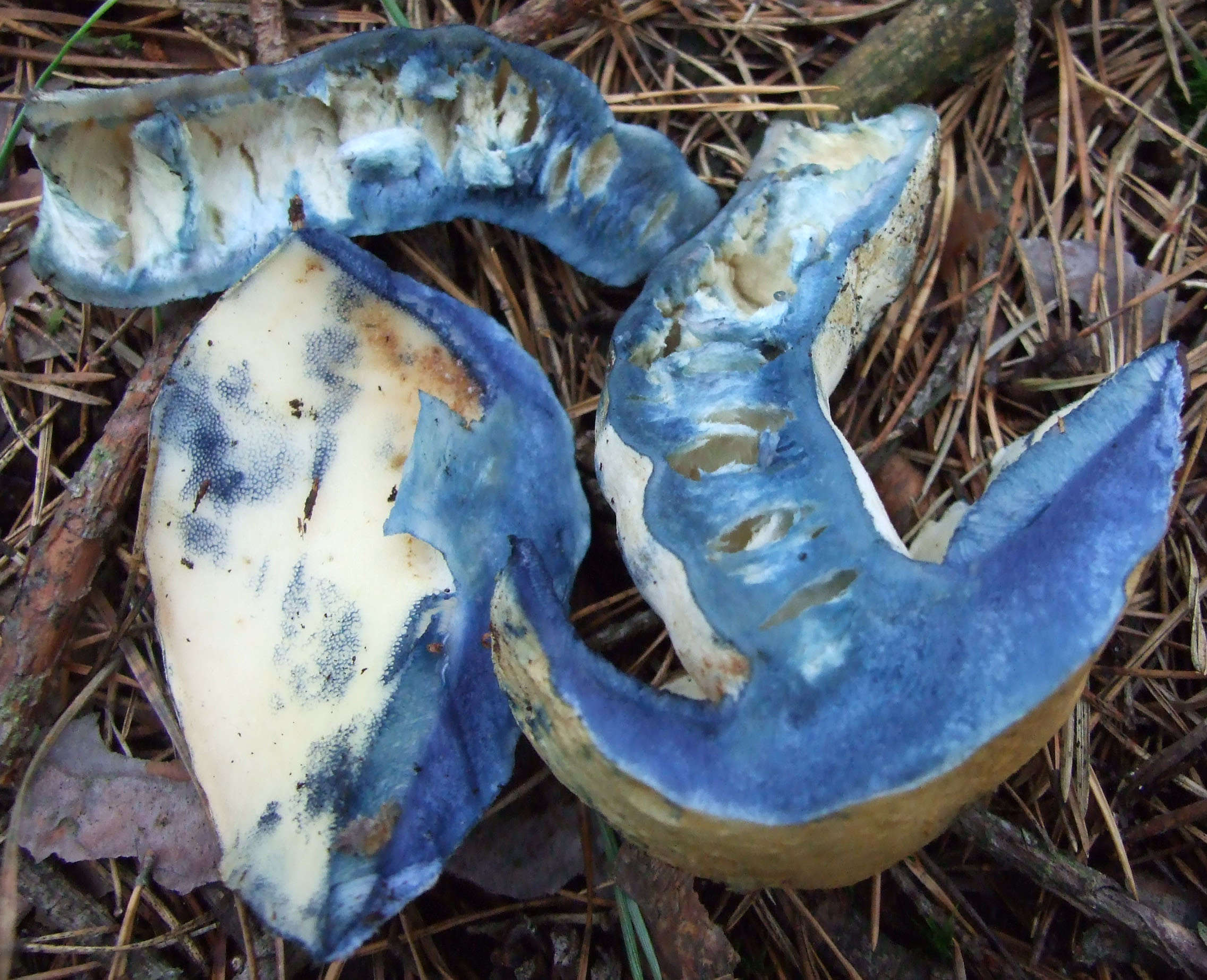
Hut und typisch gekammerter Stiel im Längsschnitt

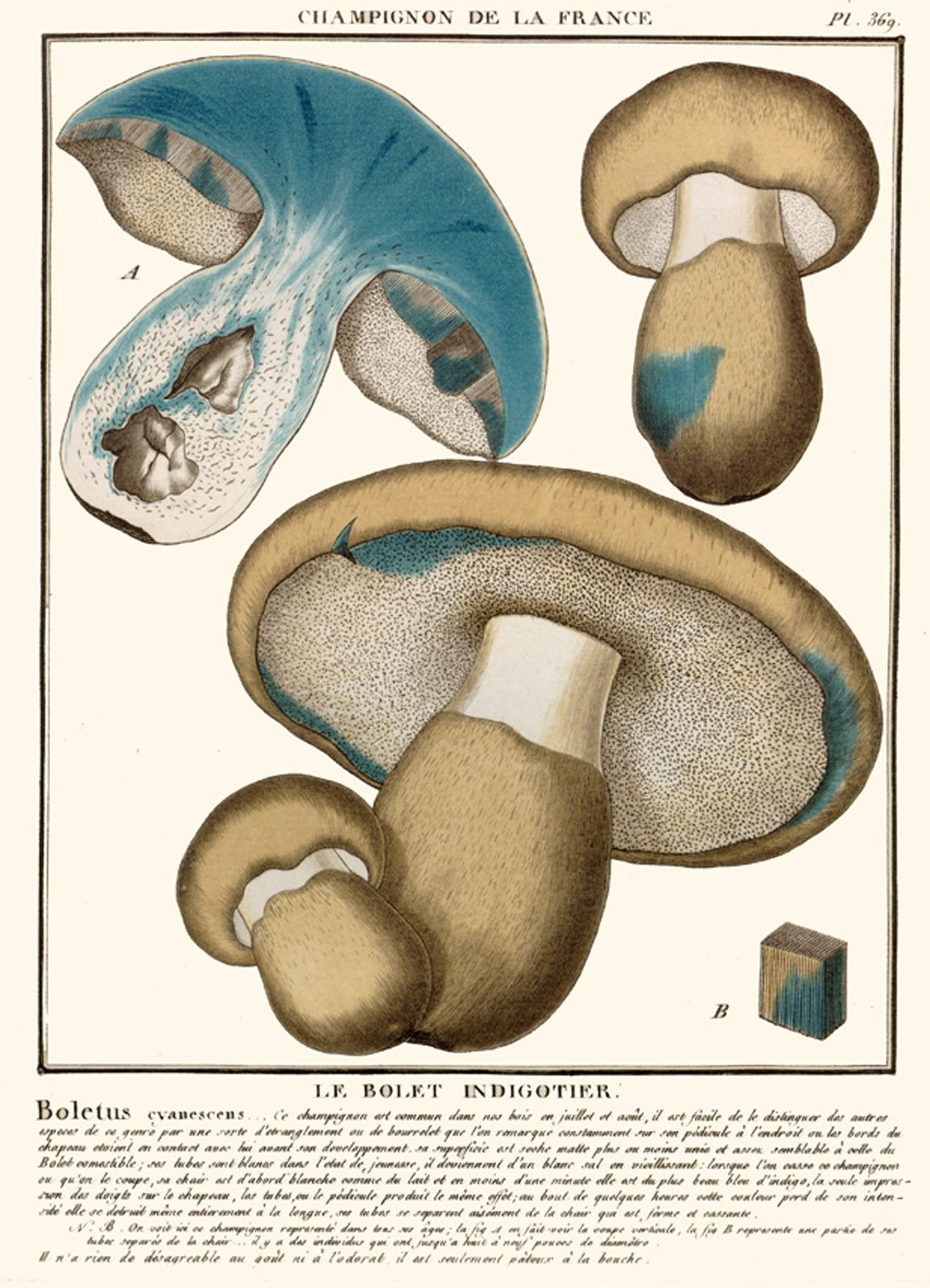
Illustration des Kornblumen-Röhrlings aus Bulliards und Ventenats „Histoire des champignons de la France 2“ (1809)

Der Hut des Kornblumen-Röhrlings ist etwa 5–10 cm breit und zitronengelb bis gelbocker, mit einer trockenen, grob filzigen Huthaut. Die Röhren des Pilzes sind am Stiel ausgebuchtet und wie die Poren weißlich bis blassgelblich, verletzt erst grünend, dann blauend. Der Stiel ist wie der Hut gefärbt, meist gekammert, wird im Alter hohl und zeigt als Abrisskante der Gesamthülle eine Pseudoringzone (abrupte Farbänderung des Stiels von hutfarben zu blass, fast weiß). Seine Oberfläche ist oft querrissig. Das Fleisch ist blass, mürbe und brüchig und verfärbt sich bei der kleinsten Verletzung sofort kornblumenblau (bei Gyroporus cyanescens fm. immutabilis bleibt das Blauen aus) oder im Fall von Gyroporus cyanescens var. vinosovirescens verfärbt es erst grünblau, um schließlich schwarz zu werden. Das Sporenpulver ist blass gelblich.

### Mikroskopische Merkmale
Die Sporen sind glatt, unregelmäßig elliptisch und 9–10,5 × 5–6 Mikrometer groß. Die Hyphen des Kornblumen-Röhrlings haben wie fast alle Blasssporröhrlinge (mit Ausnahme von Gyroporus castaneus fm. afibulatus) im Gegensatz zu den meisten anderen Röhrlingen Schnallen.

## Artabgrenzung
Der Kornblumenröhrling ist Teil eines Artenaggregats aus vier Einzelarten. Hierbei zeigen zwei Arten, Gyroporus cyanescens und Gyroporus pseudcyanescens am Stiel eine Abrisskante der Gesamthülle, die den anderen beiden Arten, Gyroporus lacteus und Gyroporus pseudolacteus jeweils fehlt. Die Unterscheidung von Gyroporus cyanescens und Gyroporus pseudocyanescens ist im Moment mit klassischen Methoden  nicht eindeutig möglich. Mit Hilfe der DNA-Sequenzen der ITS und LSU (jeweils rDNA) lassen sich alle vier Arten voneinander trennen. Das Artenaggregat als Ganzes ist in Europa wegen des intensiven kornblumenblauen Anlaufens kaum zu verwechseln. Der giftige Gyroporus ammophilus hat ein lachsfarbenes Fleisch, das nur wenig und wenn, dann höchstens im Alter blaut. Der Hasen-Röhrling (Gyroporus castaneus) ist mehr zimtbraun gefärbt und blaut nicht.

## Ökologie und Phänologie
Der Kornblumen-Röhrling kommt auf sandigen Böden in Laub- und Nadelwäldern, besonders bei Birken, Buchen und Eichen vor. Man findet ihn  meist auf oder unmittelbar an den Waldwegen, er fehlt aber in manchen Gebieten. Er bildet Mykorrhiza wie alle Blasssporröhrlinge. Die Fruchtkörper wachsen von Juni bis September, voreilende Funde können auch schon im Mai auftreten.

## Bedeutung

### Farbstoff
Der für das Blauen des Fleischs bei Kontakt mit Luftsauerstoff verantwortliche Stoff Gyrocyanin ist ein Derivat der Pulvinsäure. Das Gyrocyanin und das ebenfalls in den Fruchtkörpern enthaltene Gyroporin oxidieren zu blauen Chinonen. Bei der seltenen Variante lacteus fehlt der für die Verfärbung verantwortliche Stoff.

### Speisewert
Der Kornblumen-Röhrling gilt als Speisepilz von vorzüglichem Geschmack, dessen Fleisch sich beim Schmoren schön hellgelb verfärbt.